# Senkase
Senkase är en bosättning i regionen Savanes i norra Togo. Byn ligger några kilometer från trelandspunkten där Togo, Ghana och Burkina Faso möts. Senkase fungerar som gränsövergång mellan Togo och Ghana och mellan Togo och Burkina Faso. 